# 西索瓦·施里玛达
西索瓦·施里玛达（1914年1月22日—1975年4月21日），一译西梳瓦·西里克·马塔克，柬埔寨政治人物，为西索瓦王室成员。
根据法国殖民者规定的宪法，诺罗敦王室和西索瓦王室中的任何一个成员都可以担任国王。西索瓦·莫尼勒、诺罗敦·诺林德、诺罗敦·苏拉玛里特三位王子原为最有希望的王位竞争者之一，而施里玛达的叔叔莫尼勒是西索瓦·莫尼旺国王的儿子。然而在1941年，莫尼旺国王逝世后，法国殖民者选择了看似相对较柔弱的西哈努克而不是施里玛达。后来西哈努克指控称，施里玛达自幼就对自己怀着深深的不满，因为施里玛达认为莫尼旺国王的儿子莫尼勒亲王才应该继承王位。
第二次世界大战之后，施里玛达因介入柬埔寨事务而在政坛上崛起，并与右翼的朗诺将军结交。1952年被任命为国防部长。1970年，趁西哈努克访问苏联和中国之际，与朗诺、英丹一起发动政变，废除君主制，建立高棉共和国。施里玛达担任总理，放弃了其在王国时期的“亲王”称号。总统朗诺因为身体健康状况不佳，施里玛达在高棉共和国政府中扮演极为重要的角色。
1975年红色高棉军队逼近金边，将朗诺、施里玛达、英丹、隆波烈、山玉成、郑兴、索斯丹尼·费尔南德列为“七大卖国贼”，声称在共产主义革命胜利后要将他们就地处决。朗诺以治疗身体为由出逃到美国的夏威夷，将职权交给施里玛达代理。4月12日，金边即将陷落时，美国大使建议施里玛达前往法国避难。但施里玛达回复称自己深爱自己的国家，决定留下等待即将到来的死亡。不过，弗朗索瓦·比佐声称施里玛达后来进入法国大使馆避难，后来在红色高棉的武力威胁下，法国人被迫将施里玛达交出，随后他被红色高棉战士曼奈用吉普车带走。

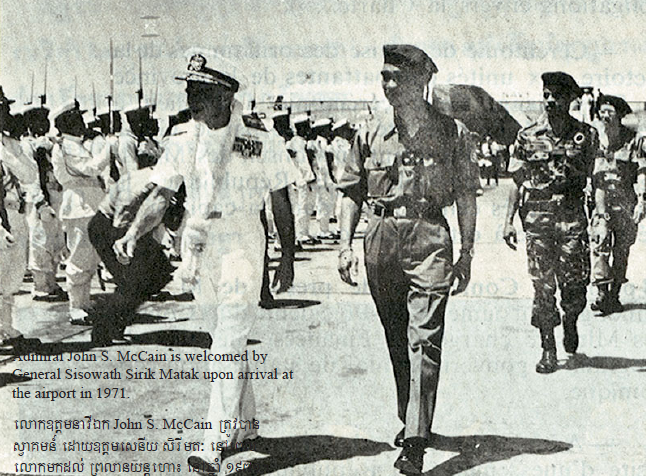
1971年，施里瑪達与抵達金邊國際機場的美国海军上将小約翰·席德尼·麥凱恩一起

4月21日，施里玛达、隆波烈、朗农三人被红色高棉逮捕，以叛国罪处决。